# Burg Almarestäket

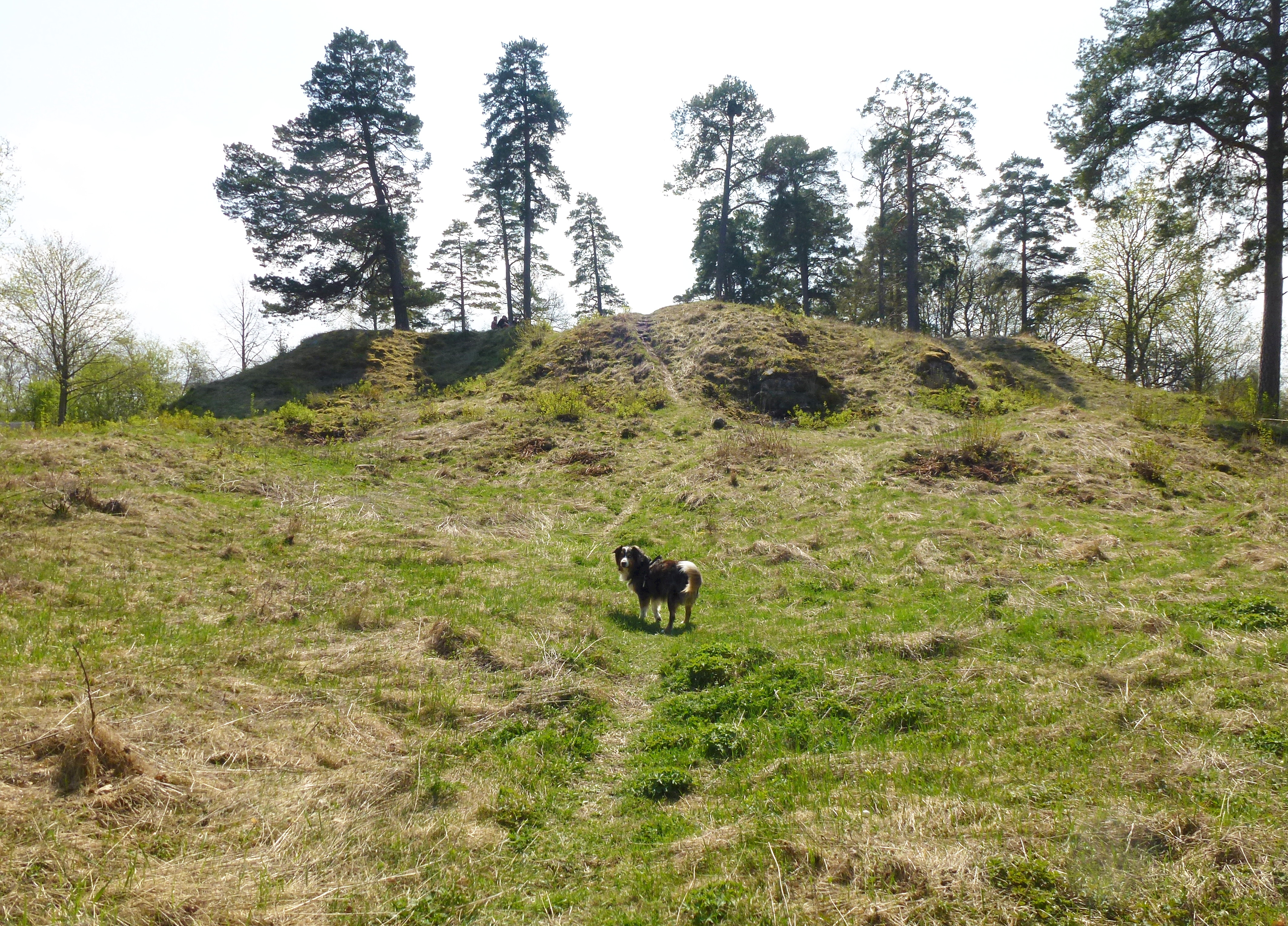
Der Ruinenhügel im Jahr 2013

Die Burg Almarestäket war eine Befestigungsanlage auf der früheren Insel Stäketsholmen im See Mälaren nordöstlich von Stockholm in Schweden. Der Namensteil Stäk bezieht sich auf in seichtes Wasser gerammte Pfähle. Ob diese zur Verteidigung dienten oder eine Grundlage für die Pfahlhäuser eines Fischerdorfs waren, kann nicht mehr ermittelt werden.
Die Anlage war so bedeutend, dass sie in Verse der Lieder-Edda einging. Dabei wird sie als Residenz des mythischen Königs Agni genannt.

## Geschichte

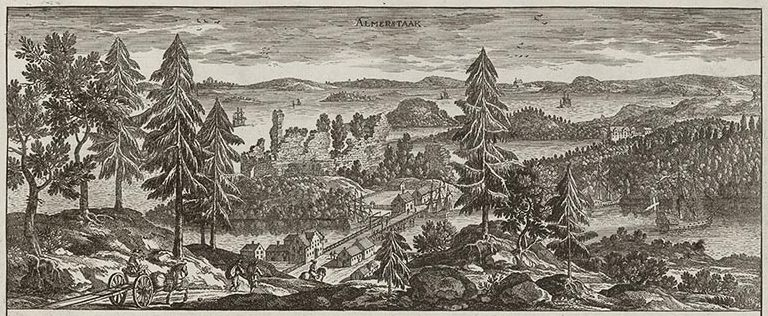
Abbildung der Ruine im Werk Suecia antiqua et hodierna, um 1690

Funde von Gräbern aus der Eisenzeit dokumentieren eine lange Besiedlungszeit in der Region. Ein erstes Bollwerk entstand vermutlich kurz nach 1100. Laut einer mittelalterlichen Klosterchronik wurden das Gut Almarestäket und die Stadt Sigtuna 1187 gebrandschatzt, wobei auch der Erzbischof ums Leben kam, als eine feindliche Flotte aus Estland von Osten einfiel. In der Karlschronik, die zwischen 1430 und 1452 entstand, wird Almarestäket schon als Burg genannt, die 1437 erneut niedergebrannt wird. Daraufhin ließ Erzbischof Nils Ragvaldsson eine neue Festung errichten.
Die hervorragende strategische Lage an einem Sund des Mälaren wird in mehreren Quellen hervorgehoben. Die Besitzer der Burg hatten die Kontrolle über den Schifffahrtsweg von der Ostsee nach Sigtuna, Uppsala und Västerås. Später erhielt die Burg den Namen Sankt-Eriks-Burg (nach Erik IX.). Mit der Burg als Basis konnten Kriegszüge nach Stockholm ausgeführt werden, wie es Christian I., der König der Kalmarer Union, 1463 bei der Niederwerfung eines Bauernaufstandes vorgeführt hatte.
Das Ende der Burg stand im Zusammenhang mit dem Streit zwischen dem Reichsverweser Sten Sture der Jüngere und dem neuen Erzbischof von Uppsala Gustav Trolle.
Mit der Ernennung zum Erzbischof fielen laut der Order des Papstes Leo X. die Burg und die umgebenden Ländereien an Gustav Trolle. Sten Sture betrachtete die angrenzenden Gebiete jedoch als königlichen Besitz, was sie seiner Verwaltungshoheit zuordnete. Die streitenden Parteien gingen sich im Jahr 1515 aus dem Weg, doch eine kirchliche Zeremonie in Uppsala brachte beide 1516 zusammen. Laut Schriften, die Sten Sture aufsetzen ließ, erhielt er unentschuldbare Drohungen. Bei einem Reichstag im Frühjahr des folgenden Jahres erhielt Sten Sture die Zustimmung der anwesenden Adligen, Stadtbürger, Bergmänner und Bauern zur Belagerung der Burg, die er schon im Herbst 1516 begonnen hatte. Ein weiterer Reichstag im November 1517 bestimmte den Abriss der Burg. Gustav Trolle wurde 1518 im Schloss von Västerås festgenommen. Dafür rächte sich der dänische Unionskönig Christian II. mit dem Stockholmer Blutbad.
Die administrativen Aufgaben der Burg übernahm ein Herrenhof in der Umgebung, die durch die postglaziale Landhebung zu einer Halbinsel geworden ist.

## Die Ruine
Die Ruine wird schon bei einer Untersuchung des schwedischen Reichsantiquaramts im Jahr 1979 als Kulturdenkmal definiert. Der Hügel hat die Maße 125 × 80 Meter und liegt etwa 3 bis 4 Meter über der Umgebung mit recht steilen Böschungen. Im nordwestlichen Teil sind Reste von Mauerfundamenten und Bodenplatten sowie Gruben zu erkennen, die mit grauem Felsgestein und einigen Ziegeln gefüllt sind. Einige Bäume und Sträucher auf dem Hügel wurden in den 1970er Jahren entfernt.